# Droitwich Spa
Droitwich Spa (potocznie nazywane Droitwich)- miasto w Wielkiej Brytanii, w Anglii, w regionie West Midlands, w hrabstwie Worcestershire. W 2001 r. miasto to zamieszkiwało 22 585 osób. Usytuowane na wielkich złożach soli, wydobywanej od czasów prehistorycznych

## Miasta partnerskie
- Bad Ems
- Gyula
- Voiron